# Kombinat Datenverarbeitung

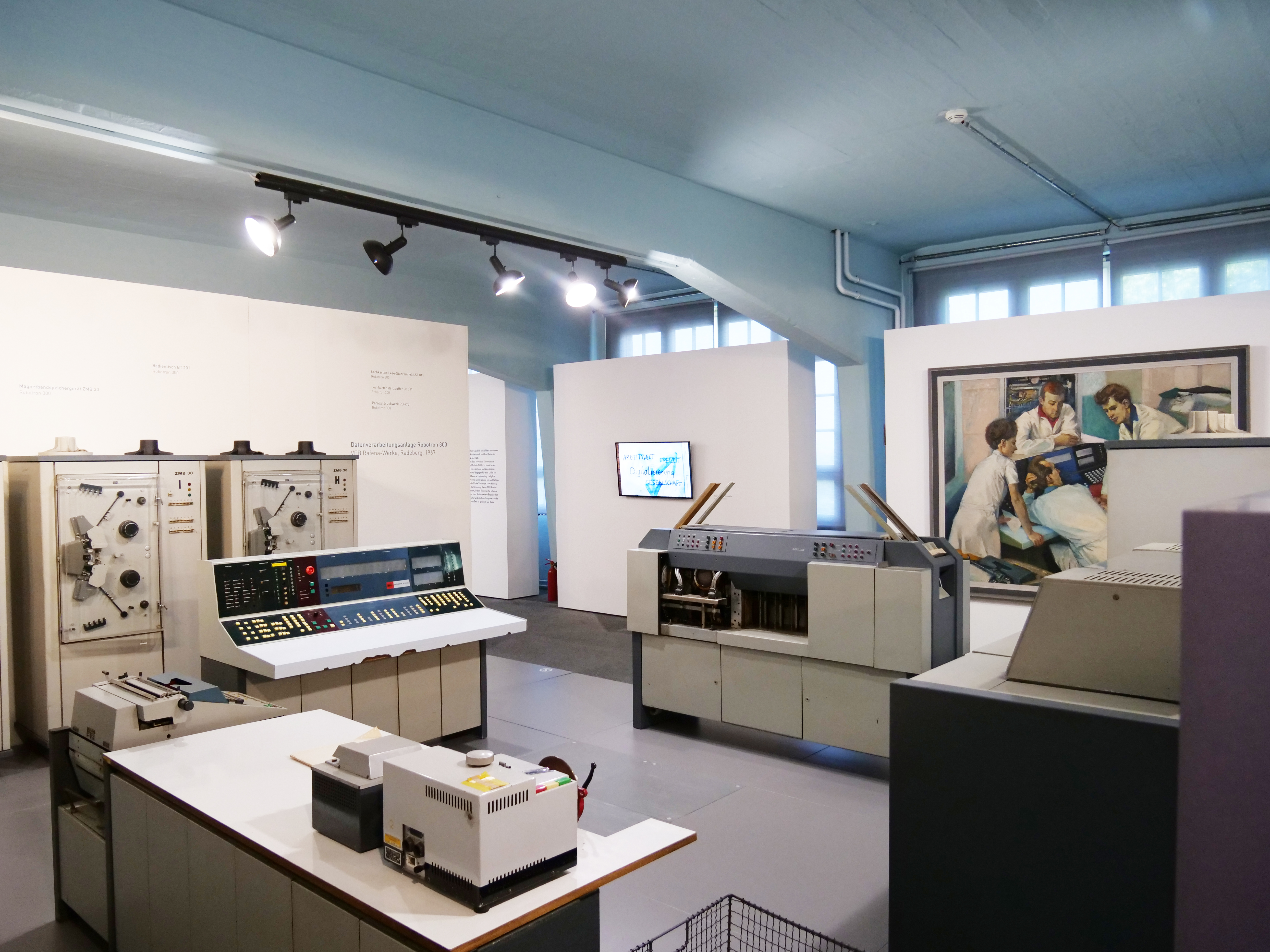
Der DDR-Großrechner Robotron 300 gehörte ab Ende der 1960er Jahre zur typischen Hardware-Ausstattung in den Bezirks-Rechenzentren des Kombinats Datenverarbeitung.

Das VE Kombinat Datenverarbeitung mit Hauptsitz in Berlin entstand 1980 aus der Vereinigung Volkseigener Betriebe (VVB) Maschinelles Rechnen. Das staatliche Kombinat koordinierte in der DDR ein Netz aus Rechenzentren. Diese Zentren agierten als Auftrags-Datenverarbeiter für Betriebe, Behörden und Institute, die über keine oder nur wenig eigene Computertechnik verfügten. Außerdem war das Kombinat ein wichtiger Dienstleister für die Staatliche Zentralverwaltung für Statistik. Es entwickelte Software und computerbasierte Lösungen für die DDR-Wirtschaft sowie für staatliche Stellen und bildete Fachkräfte für Datenverarbeitung in der DDR aus. Im Jahr 1990, nach der deutschen Wiedervereinigung, löste die Treuhandanstalt das Kombinat auf.

## Geschichte
Nach der Gründung der Deutschen Demokratischen Republik (DDR) befanden sich wichtige Teile der traditionsreichen deutschen Büro- und Rechenmaschinen-Industrie auf ihrem Hoheitsgebiet. Auf dem noch jungen Technologiepfad der elektronischen Computertechnik drohte Ostdeutschland jedoch den Anschluss an die Weltspitze zu verlieren. Zwar entwickelten Mathematiker und Ingenieure an der TH Dresden und bei Zeiss erste elektronische Rechner, die den sich abzeichnenden volkswirtschaftlichen und staatlichen Bedarf allerdings nicht decken konnten. Andererseits erhoffte sich die SED-Führung um Walter Ulbricht von einer automatischen Datenverarbeitung einen Entwicklungssprung für den proklamierten Aufbau des Sozialismus in Ostdeutschland, speziell auch für die zentrale Wirtschaftslenkung und für die Volkseigenen Betriebe (VEB).
1957 wurde zunächst der Volkseigene Betrieb Maschinelles Rechnen (VEB MR) an der Klosterstraße/Littenstraße in Berlin gegründet. Er war der Staatlichen Zentralverwaltung für Statistik unterstellt. Im Jahr 1958 beschloss die Staatliche Plankommission in Berlin, dass der VEB MR dezentrale Rechenzentren in den Bezirken und Kreisen aufzubauen hatte. Ziel dieses Konstrukts war es, einerseits geeignete Rechentechnik in der DDR zentral und systematisch anzuschaffen und andererseits deren flächendeckende Nutzung zu organisieren. Das erste Kreis-Rechenzentrum des VEB Maschinelles Rechnen entstand wegen „der besonderen Bedürfnisse“ des VEB Flugmotorenwerks in Dessau.
Bei der installierten Rechentechnik handelte es sich anfangs vor allem um mechanische und elektromechanische Anlagen mit Lochkarten. Mitte der 1960er Jahre verfügte der VEB MR mit seinen Zweigstellen über etwa 2.250 Mitarbeiter, 30 elektronische Lochkartenrechner und 100 Tabelliermaschinen. Erst später konnten die Rechenzentren auch signifikante Kapazitäten an elektronischen Computern aufbauen, die teils importiert, teils in der DDR gebaut wurden.
Der VI. Parteitag der SED und der Ministerrat der DDR beschlossen 1964 ein „Programm zur Entwicklung, Einführung und Durchsetzung der maschinellen Datenverarbeitung in der DDR“ (DV). Diese DV-Initiative legte zwei Hauptziele fest: den Aufbau einer modernen Computerindustrie in der DDR und den systematischen Einsatz elektronischer Datenverarbeitung. Damit gewann auch der VEB MR samt seiner Zweigstellen nochmals an Gewicht.
Im Jahr 1966 wurden die MR-Zweigstellen in VEBs umgewandelt. Im selben Jahr entstand aus diesem Verbund die VVB Maschinelles Rechnen. Dominierten bis dahin noch provisorische Lösungen und eher kleine Zweigstellen sowie eher ältere Rechentechnik, entstanden ab Ende der 1960er Jahre schrittweise in Berlin und den 14 Bezirken der DDR Neubau-Rechenzentren, teils auch – wie etwa in Potsdam – zu Lasten historischer Bausubstanz. Schrittweise standen dafür nun auch elektronische Großrechner aus eigener Produktion wie der Robotron 300 in nennenswerten Stückzahlen zur Verfügung.
Im April 1971 gründete der VVB-Generaldirektor zudem das VEB Leitzentrum für Anwendungsforschung Berlin. Dieses Zentrum war als zentrales Forschungsinstitut für größere, überregionale Querschnitts-Entwicklungsprojekte konzipiert.
1975 folgte der Zusammenschluss des VEB Maschinelles Rechnen mit den bis dahin separaten Rechenbetrieben des Handels.
Im Zuge der DDR-weiten Kombinatsbildung entstand aus der VVB Maschinelles Rechnen am 1. Januar 1980 das Volkseigene Kombinat Datenverarbeitung. Der Stammsitz blieb in Berlin. Gegen Ende der DDR hatte dieses Kombinat rund 13.000 Beschäftigte.
1990 löste die Treuhandanstalt im Zuge der politischen Wende das Kombinat auf, denn mit dem Zusammenbruch der ostdeutschen Wirtschaft hatte das Unternehmen nahezu schlagartig fast alle Kunden verloren. Zudem war die installierte Rechentechnik im Vergleich zum internationalen Stand größtenteils veraltet, Kapital für eine komplette Neuausrüstung fehlte zumeist. Daher schlossen auch viele Datenverarbeitungszentren des Kombinats in den Bezirkshauptstädten. Einige konnten sich als privatwirtschaftliche Dienstleister beziehungsweise Software-Häuser profilieren. Andere wurden von den Statistikbehörden oder anderen Gliederungen der wieder entstandenen ostdeutschen Bundesländer übernommen

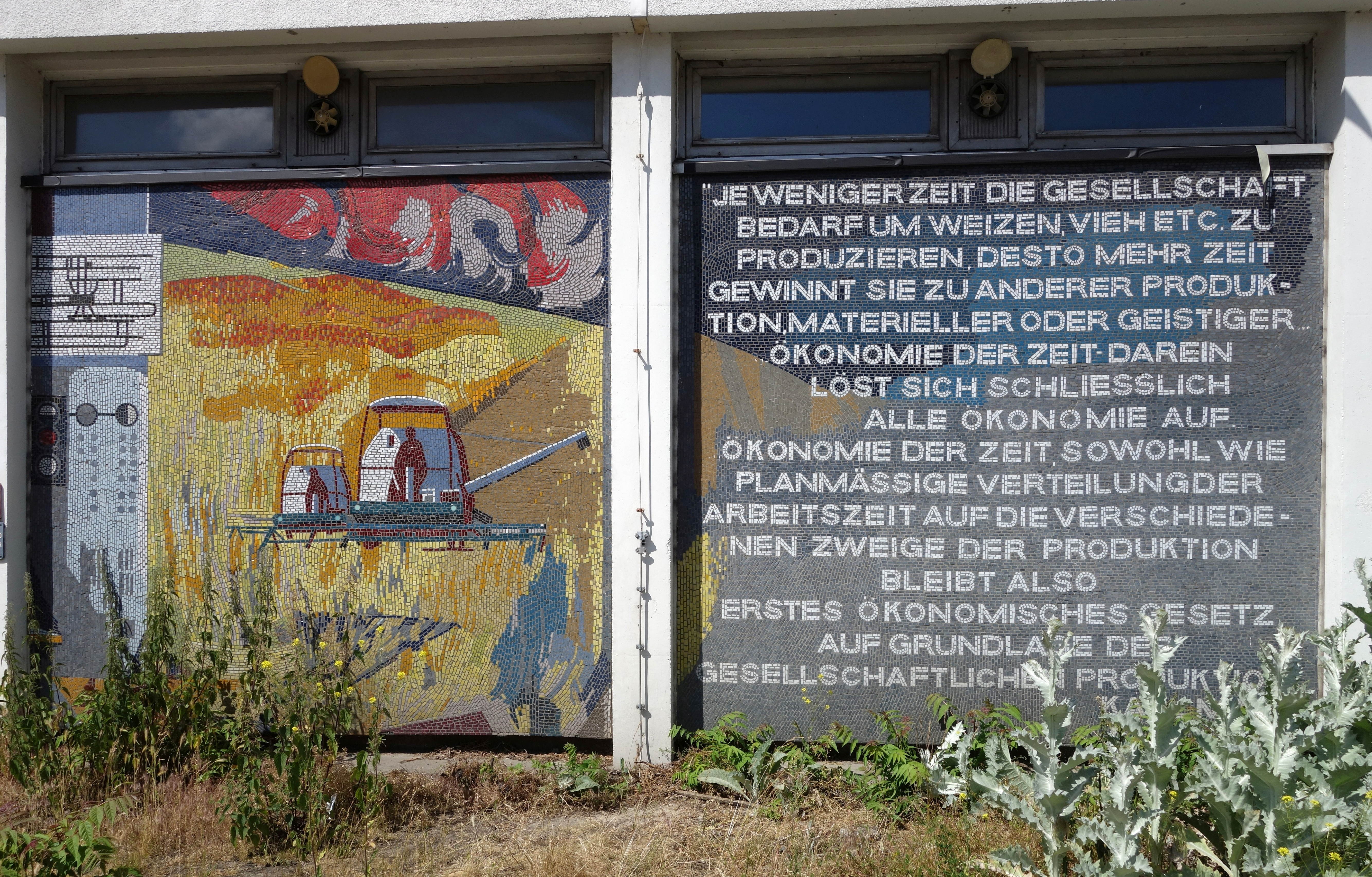
Mosaik am Rechenzentrum Potsdam

## Struktur
Die Kombinatsleitung hatte ihren Sitz an der Hans-Beimler-Straße 70/72 in Berlin-Mitte.
Als Kombinats-Forschungsinstitut diente das VEB Leitzentrum für Anwendungsforschung (LfA) an der Jacques-Duclos-Straße in Berlin-Lichtenberg mit rund 600 Beschäftigten.
In Berlin und den Bezirkshauptstädten gab es zusammen 15 Datenverarbeitungszentren (DVZ), unter anderem in Potsdam (Wilhelm-Külz-Straße), in Dresden (Marienstraße nahe Postplatz), in Leipzig, in Karl-Marx-Stadt, in Gera, in Magdeburg (980 Beschäftigte) und in Neubrandenburg. Die DVZ verfügten über eine sehr heterogene Hardware-Ausstattung, die auch mehrfach wechselte. Dazu gehörten beispielsweise Anlagen wie die Robotron 300, Bull-Gamma, Siemens-Mainframes, Ural-14, später zunehmend Robotron-Großrechner nach dem ESER-Standard.

## Aufgaben
Das Kombinat Datenverarbeitung agierte als zentral koordinierter, aber dezentral in allen Bezirkshauptstädten mit Rechenzentren vertretener Datenverarbeitungs-Auftragsdienstleister. Konkret stellte es die DVZ-Dienste insbesondere jenen Betrieben, Instituten und Behörden zur Verfügung, die keine eigenen Rechenzentren hatten. Die Zentren übernahmen für diese Partner die Daten-Erfassung, -Verarbeitung, -Übertragung und -Archivierung. Dazu gehörten betriebswirtschaftliche, Plan-, Lohn- und andere Finanzdaten der bezirksgeleiteten Industrie, beispielsweise die elektronische Lagerhaltung für Apotheken, die Routenplanung für Rohstoff-Transporte oder die Berechnung aufwendiger Simulationen für ingenieurtechnische Entwicklungsvorhaben. Für diese wirtschaftlichen Vertragspartner stand im Regelfall etwa ein Drittel der Kapazitäten zur Verfügung. Je ein weiteres Drittel war für die Datenverarbeitung für die Finanzorgane und für statistische Zwecke reserviert. Dies galt insbesondere für die übergeordnete Staatliche Zentralverwaltung für Statistik, deren Analysen in einer Zentralverwaltungswirtschaft wie die der DDR ein besonders wichtige Rolle spielten. Die DVZ erfassten, verarbeiteten und speicherten auch demografische Daten, beispielsweise Einwohnerdaten, bestimmte Wohnraum- und Katasterdaten. Zu den Aufgaben gehörte des Weiteren die Berechnung von Wahlergebnissen.
Darüber hinaus bildeten das Kombinat und seine DVZ in den Bezirken Fachkräfte für Datenverarbeitung aus, schulten VEB-Mitarbeiter im Einsatz der Rechentechnik und entwickelten Software für die DDR-Wirtschaft sowie für staatliche Organe. Größere Entwicklungsprojekte waren im LfA in Berlin konzentriert. Dort waren 420 Mitarbeiter mit Programmierung und EDV-Projektierung beschäftigt. Sie entwickelten unter anderem Basis-, basisnahe und Querschnitts-Software sowie Anwendungslösungen von Tabellenkalkulationen über Datenbanken und Grafikprogramme bis hin zu Datenfernübertragungs-Lösungen. Auch die Telefon-Auskunft der Deutschen Post der DDR und der ostdeutsche Einwohnerdatenspeicher (EDS) wurden im Kombinat und seinen DVZ entwickelt. Zu den Fokusthemen gehörten des Weiteren CAD-/CAM-Lösungen, das Datenbankverwaltungssystem TOPAS sowie die Unix-kompatible Schnittstelle PSU für Eser-Betriebssysteme. Dabei handelte es sich teils um selbstgeschriebene Programme, teilweise um Klone oder Nachentwicklungen westlicher Software-Pakete.

## Wirtschaftsgeschichtliche Einordnung
Der VEB und die VVB Maschinelles Rechnen waren unter anderem aus der Idee eines technologiegetriebenen Sozialismus mit Vorbildern auch aus der Sowjetunion heraus entstanden. Dieser wissenschaftliche Sozialismus sollte seine angenommenen Vorteile nicht zuletzt durch den massiven Einsatz von Kybernetik, elektronischer Datenverarbeitung und anderen Schlüsseltechnologien ausspielen. Da in der DDR in der Praxis aber viel zu wenig moderne Rechentechnik und vor allem elektronische Computer zur Verfügung standen, sollte der Verbund vor allem anfangs diese Lücken flächendeckend schließen und die Diffusion moderner Datenverarbeitung bis in den letzten VEB und jedes Institut und staatliche Organ hinein zentral organisieren. In der Ära Honecker rückte dann ein mehr nüchternes Verständnis als Dienstleister und Ausbilder in den Vordergrund.
Letztlich blieb die ursprüngliche Idee, jegliche Datenverarbeitung für die DDR in einem Kombinat zu organisieren, eine wenig praktische Konstruktion, die nicht so funktionierte, wie sich die SED-Funktionäre das ursprünglich vorgestellt hatten. Einerseits war die Hardware zu großen Teilen veraltet. Insbesondere die ESER-Großrechner von Robotron waren nach westlichen Maßstäben zu langsam, teuer und leistungsarm. Das konnten die ostdeutschen Software-Ingenieure auch durch ressourcensparende Programmiertechniken nicht vollends ausgleichen. Die Zeit der klassischen Mainframe-Konzepte, wie sie im Kombinat DV verfolgt wurden, neigte sich weltweit in den 1980ern ohnehin dem Ende zu.
Zudem setzten sich auch in der DDR dezentrale Alternativen mehr und mehr durch: Viele Betriebe schusterten sich eigene Rechenkapazitäten auf PC- oder Heimcomputerbasis zusammen, entwickelten proprietäre Programme, die oft kaum mit irgendeiner anderen Software kompatibel waren. Zudem kümmerte sich das – eigentlich auf Hardware fokussierte – Kombinat Robotron in zunehmendem Maße ebenfalls um Software-Entwicklung und Schulungen. Nicht zuletzt versuchten die Wirtschaftslenker in Berlin in den 1980ern, eine professionelle ostdeutsch-sowjetische Softwareindustrie mit dezentralen Software-Agenturen und Betrieben als weitere Zusatz-Struktur zu etablieren. Seine „Marktposition“ im Lande konnte das Kombinat nur durch die Besonderheiten einer Zentralverwaltungswirtschaft halten. Andererseits brachte das Kombinat Datenverarbeitung auch originäre Software-Lösungen hervor und sorgte vor allem für einen stetigen Fachkräfte-Nachschub in der DDR.
Diese Schwächen wie Stärken wirkten sich nach dem Ende der ostdeutschen Zentralverwaltungswirtschaft 1990 aus: Als Gesamtkonstrukt funktionierte das Kombinat mit seiner konkreten Spezialisierung unter marktwirtschaftlichen Bedingungen und angesichts nun plötzlich breiter Verfügbarkeit moderner PC-Technik nicht mehr. Aus einigen Bezirks-Datenverarbeitungszentren entstanden jedoch privatwirtschaftliche Softwarehäuser und Ausgründungen, wie z. B. die Firma DeTeCSM. Manche wurden wegen ihrer Statistik-Expertise und ihren geschulten EDV-Experten in die neu entstehenden Länderstrukturen übernommen. Die Mehrheit der DVZ wurde jedoch letztlich abgewickelt.